# Derek Barton
Sir Derek Harold Richard Barton (Gravesend, Kent, 1918. szeptember 8. – College Station, Texas,  1998. március 16.) brit szerves kémikus. 1969-ben Odd Hassellel megosztva kémiai Nobel-díjban részesült, mert bevezette a konformációs analízist a szerves vegyületek vizsgálatába.

## Tanulmányai
Derek Barton 1918. szeptember 8-án született a kenti Gravesendben, William Thomas Barton ács és fakereskedő és felesége, Maude Henrietta Lukes gyermekeként. Gazdasági helyzetük jól alakult és Derek a jónevű bentlakásos iskolában, Tonbridge-ben tanulhatott 14 éves korától. Apja 1935-ben meghalt, ő pedig otthagyta az iskolát, hogy felkészüljön a családi üzlet átvételére. Később mégis úgy döntött, hogy egyetemre megy és egyéves felkészülés után a londoni Imperial College-ben tanult kémiát. 1940-ben megkapta BSc diplomáját.
Doktori fokozatát ugyanitt szerezte 1942-ben. Témavezetője Martin Mugdan volt, aki Münchenben volt neves ipari kémikus, míg a nácik 1939-ben el nem üldözték Németországból. Disszertációját a diklóretán pirolíziséből írta. Mivel gyenge szíve miatt felmentették a katonai szolgálat alól, a katonai hírszerzés kutatójaként dolgozott a második világháború alatt. Két évet töltött egy vízmentes láthatatlan tinta kidolgozásával, amelyet jóddal lehetett láthatóvá tenni. A háború vége felé a birminghami Albright & Wilson foszforgyáros alkalmazásában állt, majd egy év után visszatért az Imperial College-be tanársegédnek.

## Munkássága
Barton Ewart Jones tanácsára a triterpenoidok szerkezete és az optikai forgatásuk közötti összefüggést kezdte el kutatni. Ekkoriban kezdték el felhasználni a vegyületek optikai aktivitását szerkezetük megjóslására, hogy kiváltsák a hosszadalmas és munkaigényes kémiai analízist. Bartonnak sikerült is jó eredményeket elérnie, majd kiterjesztette kutatásait a szteroidokra, amelyekről több adat állt rendelkezésre.
1949-50-ben a Harvard Egyetem kémia tanszékének vezetője felajánlott neki egy egyéves ideiglenes pozíciót a kutatói szabadságát töltő Robert Woodward laboratóriumába. Barton itt megtanulhatta a későbbi Nobel-díjas tudós rigorózus problémamegoldási módszereit és részt vehetett legendás szemináriumain. Amerikai tartózkodása idején kezdte el kidolgozni a konformációs analízist. Felhasználva a norvég Odd Hassel eredményét, miszerint a ciklohexán molekulája „szék” alakot vesz fel, rámutatott, hogy a szénatomokhoz kapcsolódó oldalláncok (vagy atomok) helyzete a molekula síkjának megfelelő (ekvatoriális) vagy arra nagyjából merőleges (axiális) lehet és ezekkel a különbségekkel magyarázni lehet a különböző oldalláncokkal rendelkező ciklohexán-származékok eltérő tulajdonságait, sőt előre is jelezhette azokat. Felfedezéséről írt rövid cikke alapján Bartont tekintik a konformációs analízis megalapítójának.
Miután 1950-ben visszatért Angliába, Barton a Londoni Egyetemhez tartozó Birkbeck College docenseként folytatta pályáját. Új módszere segítségével meghatározta a B-amirin (a latexben található triterpenoid) és a jákagyümölcsből izolált cikloartenon szerkezetét. Woodwarddal együttműködve sikeresen szintetizálták a lanoszterint és Barton nevet szerzett magának szerves kémikusként. 1954-ben felvették a Royal Society-be.
1955-57 között a Glasgow-i Egyetem kémiaprofesszora volt. Monteath Robertsonnal egyszerre határozták meg a lemonin szerkezetét hagyományos kémiai analitikával és röntgendiffrakciós módszerrel. A kémiai analízist ekkoriban kezdte el felváltani a számítógépekkel segített röntgendiffrakció és mágneses magrezonanciás vizsgálat.
1957-ben visszatért az Imperial College-be. A Schering gyógyszergyár által alapított massachusettsi Orvostudományi és Kémiai Kutatóintézettel együttműködve felfedezett egy addig ismeretlen, egyszerű módszert a gyógyszerként is alkalmazott hormon, az aldoszteron-acetát szintézisére; ezt ma Barton-reakcióként vagy Barton-féle nitrit-fotolízisként ismerik. A 60-as évek elején a morfin és vele rokon alkaloidok bioszintetikus útjait kutatta izotópos módszerrel; majd a 70-es években a Schering részére kidolgozott egy eljárást az aminoglikozid antibiotikumok (mint a gentamicin) módosítására, hogy ellenállóbbá tegye őket a bakteriális lebontással szemben. Ezt a módszert ma Barton-McCombie dezoxigénezési reakciónak hívják. Az ő nevét viseli a Barton-féle dekarboxilezés is, amely egy karboxilcsoport lecserélését teszi lehetővé valamilyen más funkciós csoportra.

### Franciaország és Texas
1977-ben elfogadta a Párizs egyik külvárosában, Gif-sur-Yvette-ben található Institut de Chimie des Substances Naturelles (ICSN) egyik aligazgatói tisztségét, majd egy évvel később, hatvanévesen, londoni pozíciójából korai nyugdíjaztatással teljesen visszavonult és ő lett az intézet főigazgatója. Itteni kutatási területe a szénhidrogének oxidációja volt, amelyet a British Petrol is támogatott. Miután a francia kormány kötelezővé tette a 65 éves nyugdíjkorhatárt és 1984-ben le kellett mondania, a Texas A&M University ajánlott fel neki egy professzori pozíciót, amelyet végleges visszavonulásáig betöltött.

## Díjai
Derek Barton és Odd Hassel 1969-ben kémiai Nobel-díjat kapott a konformációs analízis bevezetéséért. Ezenkívül elnyerte a Davy-érmet (1961), a Royal Society Royal-érmét (1972), Copley-érmet (1980) és a Priestley-érmet (1995). 1972-ben lovagi címet kapott és kitüntették a francia Becsületrend lovagi fokozatával (1985-ben a tiszti fokozatot is megkapta). 1973-74-ben ő volt a Királyi Kémiai Intézet elnöke.

## Családja
Barton 1944-ben vette feleségül Jeanne Kate Wilkinst, akitől egy fia (William Barton) született. A 60-as évek elején elváltak, ami miatt Barton lelki válságba került. A francia irodalom klasszikusainak olvasásába menekült és franciaórákat vett. 1969-ben összeházasodott tanárnőjével, Christiane Cognet-val. Christiane 1992-ben halt meg petefészekrákban és Barton a következő évben feleségül vette szomszédját, Judith Cobbot, aki támasza volt a gyásza során.
1998-ban Derek Barton közelgő 80. születésnapjának tiszteletére konferenciákat tartottak a Maldív-szigeteken és Kaliforniában. Nem sokkal azután, hogy hazatért a texasi College Stationbe, Barton váratlanul szívrohamot kapott és március 16-án meghalt.